# Российский научный центр хирургии имени академика Б. В. Петровского
ГНЦ РФ ФГБНУ «РНЦХ им. акад. Б.В. Петровского» (Государственный научный центр Российской Федерации Федеральное государственное бюджетное научное учреждение «Российский научный центр хирургии имени академика Б.В. Петровского»)  — российское многопрофильное хирургическое научно-исследовательское учреждение в структуре Министерства науки и высшего образования Российской Федерации.

## История
История Российского научного центра хирургии имени академика Б. В. Петровского началась в октябре 1846 года с открытия Госпитальной хирургической клиники при Московской Екатерининской больнице. Организатором и директором был хирург доктор медицины, профессор А. И. Поль.
2 сентября 1892 года на Девичьем поле состоялось открытие нового помещения Госпитальной хирургической клиники (автор проекта — И. Н. Новацкий). Госпитальная хирургическая клиника, которая с 1935 года стала называться именем А. В. Мартынова, сыграла важную роль в развитии советской хирургии. В трудах клиники отражался широкий спектр проблем хирургии, её возглавляли такие деятели медицины, как П. И. Дьяконов, А. В. Мартынов, П. А. Герцен.
В ряде сфер советской хирургии Госпитальная хирургическая клиника была передовиком. Существенное расширение диапазона научных работ произошло после прихода на кафедру госпитальной хирургии в 1956 году Б. В. Петровского, клиника была оборудована лучшей на то время диагностической аппаратурой, открыты лаборатории искусственного кровообращения, анестезиологии и реанимации. В клинике стали развиваться хирургия органов грудной полости, сердца и магистральных сосудов, пищевода, желудка, трансплантологии и т. д. В ходе дальнейших научных исследований, улучшения технологической базы клиники возникла нужда в создании комплекса, который позволит сформировать научную хирургическую школу — преемницу школы П. А. Герцена.
19 марта 1963 года по распоряжению Совмина СССР академик Б. В. Петровский организовал Научно-исследовательский институт клинической и экспериментальной хирургии (НИИКи ЭХ) МЗ РСФСР — с 1970-х гг. Всесоюзный научный центр хирургии АМН СССР; ныне РНЦХ имени акад. Б. В. Петровского РАМН. Экспериментальная часть исследований проводилась в здании бывшего Института экспериментальной терапии, а именно в специально созданной экспериментальной лаборатории на Погодинской улице.
С тех пор кафедра и институт в основном стали работать в сфере восстановительной и реконструктивной хирургии сердца, сосудов, органов дыхания, пищевода, желудка и желчных путей, анестезиологии, реанимация, трансплантации органов. Позже весомую роль в научном развитии играло открытие одного из наибольших в мире центров гипербаротерапии и барохирургии на правах отдела НЦХ РАМН.
На базе ВНИИКиЭХ МЗ СССР был открыт ряд Всесоюзных центров, занимающихся координационно-методической работой: «Экстренная хирургия сосудов», «Микрохирургия сосудов», «Апробация антибиотиков и новых антимикробных средств», «Эмболия легочной артерии», «Гипербарическая оксигенация», «Портальная гипертензия» (под руководством Пациора М. Д.); открыты три филиала: в Ташкенте (1973), Ереване (1974) и Иркутске (1981).
РНЦХ РАМН, будучи главным учреждением в Научном совете по хирургии при Президиуме РАМН стал проводить единую согласованную научно-техническую политику по ряду проблем, которые имеют государственное значение: «Анестезиология и реаниматология», «Торакальная хирургия», «Экстренная хирургия сосудов», «Гипербарическая оксигенация», «Микрохирургия», «Эндоскопическая хирургия».
19 июля 2005 года распоряжением Правительства Москвы РНЦХ РАМН было присвоено имя его основателя, академика Б. В. Петровского.
Сейчас[когда?] в четырёх корпусах ФГБНУ «РНЦХ им. акад. Б. В. Петровского» функционируют 18 хирургических отделений (в том числе 4 кардиохирургических), отдел анестезиологии и реанимации (5 отделений), отдел инструментальной и лучевой диагностики (5 лабораторий и 1 отделение), отдел трансфузиологии и лабораторных технологий (5 лабораторий и 1 отделение), научно-консультативный отдел (5 отделений), отдел научных программ и подготовки кадров, отдел информационных технологий, патологоанатомическое отделение, лаборатория медицинской генетики, отделение экспериментальных исследований в хирургии, общеклинический отдел, административные, технические и хозяйственные службы.
На базе ФГБНУ «РНЦХ им. акад. Б. В. Петровского», за исключением кафедры госпитальной хирургии № 1 ММА им. И. М. Сеченова, действуют ещё 4 кафедры ФППОВ ММА им. И. М. Сеченова (сердечно-сосудистой хирургии № 1, анестезиологии и реаниматологии, функциональной и ультразвуковой диагностики с курсом лучевой, клинической трансфузиологии) и ещё 2 кафедры РМАПО МЗиСР РФ (рентгеноэндоваскулярные диагностика и лечение и гипербарической оксигенации).
В 2019 году на базе центра создан Институт кардио-аортальной хирургии. Директором института назначен академик Белов Юрий Владимирович.
С 2024 года начал осуществлять набор на бюджетной и платной основе по образовательной программе высшего образования — программе специалитета «31.05.01. Лечебное дело» по очной форме обучения (в 2024 учебном году выделено 150 бюджетных мест).

## Структура
С 2022 года по инициативе Министерства науки и высшего образования Российской Федерации и Российской академии наук (РАН) реализован проект по созданию научно-клинического кластера. В структуру РНЦХ входят научно-клинические центры (НКЦ):
- НКЦ № 1 (научно-клинический центр №1), г. Москва;
- НКЦ № 2 (научно-клинический центр №2), г. Москва;
- НКЦ № 3 (научно-клинический центр №3), г. Троицк;
- Научно-исследовательский институт морфологии человека имени академика А. П. Авцына, г. Москва;
- Научно-клинический санаторий им. А. М. Горького, г. Кисловодск
- «Пансионат имени А. И. Майстренко» — научно-клинический филиал, Краснодарский край;
- Пансионат «Звенигородский», Подмосковье.